# Ron Smoorenburg
Ron Smoorenburg (Nieuwegein, 30 april 1974) is een Nederlandse acteur en vechtsportspecialist, die met name in Hongkong en Thailand actiefilms maakt. Hij heeft gewerkt met bekende martial arts acteurs zoals Tony Jaa, Jackie Chan, en Donnie Yen en filmde in 2008 met Jean-Claude Van Damme in Thailand voor de film Full love.

## Films
- Lost in Thailand (2012) - De Rus (Hongkong)
- The Prince and Me 4 (2009) - Stunt double: lead (Thailand)
- Marine 2 (2008) - Stuntdouble Ted Di Biase (Thailand)
- Shanghai (2008) - Stuntdouble John Cusack (Thailand)
- Haa Tel (2008) - Scorpion (Thailand)
- Full Love (2008) - Basement fight (Thailand)
- Dead note 3 (2007) - Sergeant (Thailand)
- 5th commandment (2007) - Bodyguard (Thailand)
- Bodyguard 2 (2007) - Bendeleider (Thailand)
- Tom Yum Goong (2006) - Gevecht tegen Tony Jaa (Thailand)
- Blackbeard (2005) - Stuntman voor 'Maynard', Hallmark Channel
- Fighting Fish (2004) - Marc (Rotterdam)
- Junior (2003) - Stuntman voor monster (België)
- The Avenging Fist (2001) - Eerste opponent van Iron Surfer's(Hongkong)
- Born wild (2001) - Russische bokser (Hongkong)
- Martial Angels (2001) - Baas (Hongkong)
- Who Am I? (1998) - Gevecht tegen Jackie Chan (Rotterdam)

### Achter de schermen
- The Prince and Me 4 (2009) - Actieregisseur, choreograaf voor de gevechtsscènes
- Bangkok Adrenaline (2008) - Actieregisseur, choreograaf voor de gevechtsscènes, editor en assistent stuntcoördinator.

## Televisie
Series:
- Veronica's Fightmaster (2004) - Coach 1
- Puma - Der Kämpfer mit Herz (2000) - Kickbokser
- Luifel & Luifel (2001) - Stuntman

## Trivia
- Nationaal record hoogste trap (1997) - (3,30 meter) - Postcode Loterij Record Show